# Ale (commune)
Pour les articles homonymes, voir ALE.
Ale est une commune suédoise du comté de Västra Götaland, peuplée d'environ 31 750 habitants (2020).
Son chef-lieu se situe à Nödinge-Nöl.

## Localités principales
- Älvängen
- Alvhem
- Nödinge-Nol
- Skepplanda
- Surte